# Luiz Gustavo de Almeida Pinto
Luiz Gustavo de Almeida Pinto (Colatina, 10 marzo 1993) è un calciatore brasiliano, portiere del Juventude.

## Carriera

### Nazionale
Nel 2013 è stato convocato dal Brasile Under-20 per disputare il campionato sudamericano, collezionando 4 presenze.

## Palmarès
- Campionato Baiano: 2

Vitória: 2010, 2013